# Secondleveldomein
In de Domain Name System- of DNS-structuur staat een secondleveldomein (SLD) onder die van het topleveldomein (TLD). Bijvoorbeeld: in nl.wikipedia.org is wikipedia het secondleveldomein van het .org-TLD. Een thirdleveldomein is een subdomein.

## Gebruik
Secondleveldomeinen verwijzen meestal naar de organisatie die het domein heeft geregistreerd bij een registratiekantoor voor domeinnamen (zoals SIDN). Sommige TLD's introduceren een tweede niveau binnen het domein die bijvoorbeeld aangeeft wat voor organisatie onder die naam geregistreerd is. Een voorbeeld vinden we in het Verenigd Koninkrijk, waar men ervoor gekozen heeft om naast de TLD .uk een secondleveldomein in te voeren waarbij academische instituten geregistreerd worden als .ac.uk, bedrijven onder .co.uk en non-gouvernementele organisaties onder .org.uk.
A .ac .ad .ae .af .ag .ai .al .am .ao .aq .ar .as .at .au .aw .ax .az   
B .ba .bb .bd .be .bf .bg .bh .bi .bj .bm .bn .bo .br .bs .bt .bw .by .bz   
C .ca .cc .cd .cf .cg .ch .ci .ck .cl .cm .cn .co .cr .cu .cv .cw .cx .cy .cz   
D .de .dj .dk .dm .do .dz   
E .ec .ee .eg .er .es .et .eu   
F .fi .fj .fk .fm .fo .fr   
G .ga .gd .ge .gf .gg .gh .gi .gl .gm .gn .gp .gq .gr .gs .gt .gu .gw .gy   
H .hk .hm .hn .hr .ht .hu   
I .id .ie .il .im .in .io .iq .ir .is .it   
J .je .jm .jo .jp   
K .ke .kg .kh .ki .km .kn .kp .kr .kw .ky .kz   
L .la .lb .lc .li .lk .lr .ls .lt .lu .lv .ly   
M .ma .mc .md .me .mg .mh .mk .ml .mm .mn .mo .mp .mq .mr .ms .mt .mu .mv .mw .mx .my .mz   
N .na .nc .ne .nf .ng .ni .nl .no .np .nr .nu .nz   
O .om   
P .pa .pe .pf .pg .ph .pk .pl .pm .pn .pr .ps .pt .pw .py   
Q .qa   
R .re .ro .rs .ru .rw   
S .sa .sb .sc .sd .se .sg .sh .si .sk .sl .sm .sn .so .sr .ss .st .su .sv .sx .sy .sz   
T .tc .td .tf .tg .th .tj .tk .tl .tm .tn .to .tr .tt .tv .tw .tz   
U .ua .ug .uk .us .uy .uz   
V .va .vc .ve .vg .vi .vn .vu   
W .wf .ws   
Y .ye .yt   
Z .za .zm .zw
IDN-ccTLD's:
Cyrillisch schrift .бг (Bulgarije) .бел (Wit-Rusland) .ею (Europese Unie) .қаз (Kazachstan) .мон (Mongolië) .мкд (Noord-Macedonië) .рф (Rusland) .срб (Servië) .укр (Oekraïne)   
Arabisch schrift الجزائر. (Algerije) مصر. (Egypte) بھارت. (India) ایران. (Iran) الاردن. (Jordanië) فلسطين. (Palestina) پاکستان. (Pakistan) قطر. (Qatar) السعودية. (Saoedi-Arabië) سوريا. (Syrië) تونس. (Tunesië) امارات. (VAE) عمان. (Oman) مليسيا. (Maleisië) المغرب. (Marokko) سودان. (Soedan) اليمن. (Jemen)   
Brahmische schriften .বাংলা (Bangladesh) .ভাৰত (India) .ভারত (India) .भारत (India) .భారత్ (India) .ભારત (India) .ਭਾਰਤ (India) .ଭାରତ (India) .இந்தியா (India) .ລາວ (Laos) .சிங்கப்பூர் (Singapore) .ලංකා (Sri Lanka) .இலங்கை (Sri Lanka) .ไทย (Thailand)   
Chinees schrift .中国 (China) .中國 (China) .香港 (Hong Kong) .澳門 (Macau) .澳门 (Macau) .新加坡 (Singapore) .台灣 (Taiwan) .台湾 (Taiwan)   
Overige schriften .հայ (Armenië) .ευ (Europese Unie) .გე (Georgië) .ελ (Griekenland) .한국 (Zuid-Korea) ישראל. (Israël)
Voorgesteld:  .κπ (Cyprus) - .日本 (Japan) 
Gereserveerd: .bl  .bq  .eh  .mf  .xk    Ongebruikt: .bv  .gb  .sj    Verouderd: .su    Verwijderd: .an  .bu  .cs  .dd  .tp  .um  .yu  .zr
Zie ook: generieke TLD’s · secondleveldomeinen